# Uchaux
 Uchaux  es una población y comuna francesa, en la región de Provenza-Alpes-Costa Azul, departamento de Vaucluse, en el distrito de Aviñón y cantón de Orange-Est.
Está integrada en la Communauté de communes Aygues Ouvèze en Provence.

## Demografía
| 336 | 382 | 460 | 630 | 1322 | 1465 |
| Para los censos de 1962 a 1999 la población legal corresponde a la población sin duplicidades (Fuente: INSEE [Consultar]) |     |     |     |      |      |

Forma parte de la aglomeración urbana de Piolenc. 